# Édouard Stachowitz
Édouard Stachowitz (auch: Stakowitz), genannt Stako (* 11. Januar 1934 in Escaudain; † 23. Oktober 2008 in Massy), war ein französischer Fußballspieler und -trainer.

## Als Spieler

### Vereinskarriere
Édouard Stachowitz, dessen Vater Pole und dessen Mutter Deutsche war, gehörte zu der Generation französischer Fußballer, deren polnischstämmige Eltern nach dem Ersten Weltkrieg, meist aus dem Ruhrgebiet, in das nordfranzösische Kohlerevier eingewandert waren, wie Guillaume Bieganski, Raymond Kopa, Maryan Wisnieski, Simon Zimny, Robert Budzynski oder Léon Glovacki. „Stako“ spielte als Jugendlicher beim SC Aniche, einem Amateurklub aus der Nachbarschaft seines Geburtsortes, zwischen Denain und Douai gelegen. Mit dieser Elf gewann er 1951 als 17-Jähriger die Coupe du Nord nach einem 9:1-Endspielsieg über die US Nœux-les-Mines.
1953 verpflichtete der Zweitdivisionär US Valenciennes-Anzin das als linker Läufer oder Halblinks agierende, körperlich eher zierliche Talent. Im Profifußball entwickelte er sich zu einem sehr mannschaftsdienlichen Spieler, der aufgrund seines taktischen Verständnisses in der Lage war, das Spiel zu bestimmen, in dem er auch regelmäßig große Distanzen zurücklegte. 1956 schloss seine Mannschaft als Tabellendritter ab und traf in den Barrages auf den klassenhöheren OSC Lille, der im zurückliegenden Jahrzehnt den französischen Fußball dominiert hatte. Stako führte seine Elf als Spielführer in einem umkämpften Duell (1:0, 1:2) zu einem Entscheidungsspiel, das der Außenseiter mit 4:0 für sich entschied; US Valenciennes nahm daraufhin Lilles Platz als „Flaggschiff“ des Nordens in der höchsten Spielklasse ein. In den folgenden drei Jahren spielte die USVA zwar nie um die Meisterschaft mit, rangierte in den Abschlusstabellen aber stets mit sicherem Abstand zu den Abstiegsrängen. Anfang 1959 wurde Édouard Stachowitz auch zum ersten Mal in die Nationalmannschaft berufen.
In diesem Jahr verkaufte ihn Valenciennes an einen Ligakonkurrenten, den Hauptstadtklub Stade Français, dem Stako die nächsten acht Jahre treu blieb. Obwohl dessen Mannschaft eine Reihe klangvoller Namen aufwies (André Lerond, Raymond Bellot, Norbert Eschmann, Antoine Bonifaci, Philippe Gondet, Georges Carnus oder Charly Loubet), gab es dort gleichfalls keinen Meistertitel zu gewinnen. Die beste Position erreichte Stade Français in der Saison 1961/62 mit dem 10. Platz; anschließend wurde die Mannschaft viermal nacheinander Tabellen-15. und erreichte auch im Pokal lediglich einmal das Halbfinale (1965). Zwei Jahre später beendete die Elf die Saison auf dem 20. und letzten Platz; das Vereinspräsidium entschied sich dafür, den Profistatus aufzugeben und nur noch im Amateurbereich zu spielen. Das war für Édouard Stachowitz der Zeitpunkt, seine Spielerkarriere zu beenden.

#### Spielerstationen
- Sporting Club d'Aniche (als Jugendlicher)
- Union Sportive Valenciennes-Anzin (1953–1959, davon 1953–1956 in D2)
- Stade Français Paris (1959–1967)

### In der Nationalmannschaft
Nachdem Stako zu insgesamt zehn Spielen in die französischen Jugend-, Militär- und B-Nationalmannschaften berufen worden war, bestritt er zwischen März 1959 und Mai 1964 auch drei A-Länderspiele, in denen er ein Tor erzielte. Dies gelang ihm im Oktober 1962 beim 2:2 im Neckarstadion gegen Deutschland mit dem Treffer zur zwischenzeitlichen 1:0-Führung. Zum Stammspieler brachte er es nicht, aber „er war zuverlässig da, wenn er gerufen wurde“.

## Die Zeit als Trainer
Von 1967 bis 1975 trainierte Édouard Stachowitz den Amateurligisten OC Châteaudun, allerdings mit einer Unterbrechung zwischen 1971 und 1973. Danach arbeitete er in gleicher Funktion beim FC Orléans und wurde anschließend Trainer der Jugendmannschaften der US Orléans, aus denen mehrere Spieler hervorgingen, die mit der in der Division 2 antretenden Ligaelf 1980 bis ins Landespokalendspiel vorstießen. Später zog er in den Großraum Paris zurück, wo er 2008, 74-jährig, einem Herzversagen erlag.

## Palmarès als Spieler
- Französischer Pokalhalbfinalist 1965
- Finalist der Coupe Charles Drago 1959
- 3 A-Länderspiele (1 Treffer) für Frankreich
- 318 Spiele und 37 Tore in der Division 1, davon 85/15 für Valenciennes, 233/22 für Stade Français[6]